# Đại học Hawaii
Hệ thống Viện Đại học Hawaiʻi (tiếng Anh: University of Hawaiʻi System), thường gọi là Viện Đại học Hawaiʻi (University of Hawaiʻi, viết tắt là UH) là một hệ thống viện đại học và trường đại học công lập, nam nữ học chung, cấp các bằng associate ("cao đẳng"), cử nhân, thạc sĩ, và tiến sĩ.
Hệ thống UH có ba viện đại học (university campus), bảy trường đại học cộng đồng (community college campus), một trung tâm huấn luyện lao động, ba trung tâm viện đại học (university center), bốn trung tâm giáo dục, và nhiều cơ sở nghiên cứu tọa lạc trên sáu hòn đảo của bang Hawaiʻi ở Hoa Kỳ. Tất cả các cơ sở thuộc Hệ thống Viện Đại học Hawaiʻi đều được công nhận bởi Hiệp hội Trường học và Trường Đại học phía Tây (Western Association of Schools and Colleges). Những tòa nhà hành chính chính của hệ thống UH tọa lạc trong khu đất của Viện Đại học Hawaiʻi tại Mānoa (University of Hawaiʻi at Mānoa, viện đại học hàng đầu của hệ thống UH) ở Honolulu CDP.

## Các cơ sở thành viên

### Các viện đại học

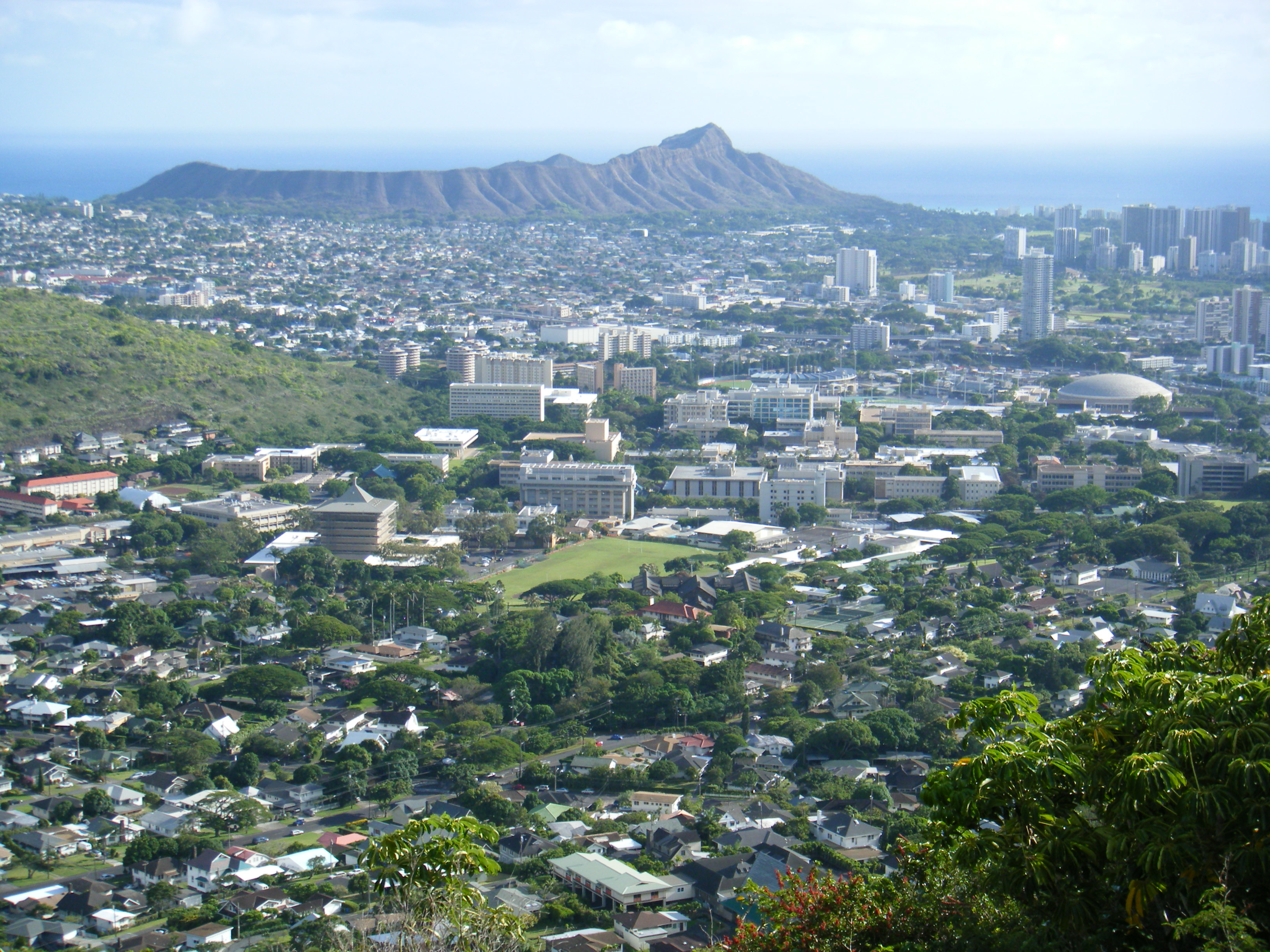
Khuôn viên Viện Đại học Hawaii tại Mānoa.

- Viện Đại học Hawaii tại Manoa (University of Hawaii at Manoa)
- Viện Đại học Hawaii tại Hilo (University of Hawaii at Hilo)
- Viện Đại học Hawaii-West Oahu (University of Hawaii–West Oahu)

### Các trường đại học
- Trường Đại học Maui thuộc Viện Đại học Hawaii (University of Hawaii - Maui College)

### Các trường đại học cộng đồng
- Trường Đại học Cộng đồng Hawaii (Hawaii Community College)
- Trường Đại học Cộng đồng Honolulu (Honolulu Community College)
- Trường Đại học Cộng đồng Kapiolani (Kapiolani Community College)
- Trường Đại học Cộng đồng Kauai (Kauai Community College)
- Trường Đại học Cộng đồng Leeward (Leeward Community College)
- Trường Đại học Cộng đồng Windward (Windward Community College)

### Các trường chuyên nghiệp
- Trường Đại học Dược (College of Pharmacy)
- Trường Khoa học và Công nghệ Đại dương và Trái Đất (School of Ocean and Earth Science and Technology)[4]
- Trường Y khoa John A. Burns (John A. Burns School of Medicine)
- Trường Luật William S. Richardson (William S. Richardson School of Law)
- Trường Kinh doanh Shilder (Shidler College of Business)